# Yvonne von Friedrichs
Yvonne Marie-Louise von Friedrichs, tidigare von Friedrichs Grängsjö, född 19 december 1955, är en svensk professor i företagsekonomi.
Yvonne von Friedrichs disputerade 2001 på Stockholms universitet på en avhandling om Destinationsmarknadsföring: En studie av turism ur ett producentperspektiv. Hennes forskning har främst rört turism och entreprenörskap och hon är sedan 1989 verksam vid Mittuniversitetet (tidigare Mitthögskolan / Högskolan i Östersund). Hon har fokuserat sin forskning på förståelsen av entreprenörskap för regional och lokal utveckling samt på kvinnor som entreprenörer, samarbete och nätverksbyggande samt destinationsutveckling. 
von Friedrichs är docent i företagsekonomi vid Umeå universitet och sedan 2013 även docent i turismvetenskap vid Mittuniversitetet. Sedan 2013 är hon professor i företagsekonomi vid Mittuniversitetet i Östersund.